# Mike Allison
Michael Earnest „Mike“ Allison (* 28. März 1961 in Fort Frances, Ontario) ist ein ehemaliger kanadischer Eishockeyspieler und -trainer, der im Verlauf seiner aktiven Karriere zwischen 1978 und 1990 unter anderem 581 Spiele für die New York Rangers, Toronto Maple Leafs und Los Angeles Kings in der National Hockey League (NHL) auf der Position des rechten Flügelstürmers bestritten hat. Sein älterer Bruder Dave Allison war ebenfalls professioneller Eishockeyspieler und in der NHL aktiv.

## Karriere
Allison begann seine Karriere als Eishockeyspieler bei den Kenora Thistles, für die er von 1976 bis 1978 in der Manitoba Junior Hockey League (MJHL) spielte. In dieser Zeit bestritt er auch fünf Spiele für die New Westminster Bruins aus der Western Canada Hockey League (WCHL). Nach zwei Jahren bei den Sudbury Wolves aus der Ontario Major Junior Hockey League (OMJHL) wurde der Angreifer während des NHL Entry Draft 1980 in der zweiten Runde als insgesamt 35. Spieler von den New York Rangers ausgewählt, für die er bis 1986 in der National Hockey League spielte.
Am 18. August 1986 wurde Allison im Tausch für Walt Poddubny an die Toronto Maple Leafs abgegeben, die ihn nach nur 15 Monaten im Tausch für Sean McKenna zu den Los Angeles Kings schickten. Nach dem Ende seines Vertrages mit den Kings entschloss sich Allison 1990 dazu bereits im Alter von 29 Jahren seine Karriere zu beenden.
Nach seinem Karriereende war der Kanadier ein Jahr lang als Assistenztrainer an der Bemidji State University tätig, anschließend arbeitete er zwischen 1992 und 1994 unter seinem Bruder Dave Allison, der zu dieser Zeit Cheftrainer der Kingston Frontenacs aus der Ontario Hockey League (OHL) war.

## Karrierestatistik
(Legende zur Spielerstatistik: Sp oder GP = absolvierte Spiele; T oder G = erzielte Tore; V oder A = erzielte Assists; Pkt oder Pts = erzielte Scorerpunkte; SM oder PIM = erhaltene Strafminuten; +/− = Plus/Minus-Bilanz; PP = erzielte Überzahltore; SH = erzielte Unterzahltore; GW = erzielte Siegtore; 1 Play-downs/Relegation; Kursiv: Statistik nicht vollständig)